# 南州
南州（なんしゅう）は、中国にかつて存在した州。南北朝時代から宋代にかけて、現在の重慶市一帯に設置された。

## 概要
北周により武寧県に南州が置かれた。万川郡に属する万川県・梁山県と、懐徳郡に属する武寧県の2州3県を管轄した。
583年（開皇3年）、隋が郡制を廃すると、万川郡と懐徳郡は廃止され、属県3県は信州に編入された。607年（大業3年）に州が廃止されて郡が置かれると、信州は巴東郡と改称された。
619年（武徳2年）、唐により南州が置かれた。隆陽・扶化・隆巫・霊水・丹渓・南川の6県を管轄した。631年（貞観5年）、三渓県が置かれた。633年（貞観7年）、当山・嵐山・帰徳・汶渓の4県が置かれた。634年（貞観8年）、当山・嵐山・帰徳・汶渓の4県が廃止された。637年（貞観11年）、扶化・隆巫・霊水の3県が廃止された。643年（貞観17年）、丹渓・南川の2県が廃止された。712年（先天元年）、隆陽県は南川県と改称された。742年（天宝元年）、南州は南川郡と改称された。758年（乾元元年）、南川郡は南州の称にもどされた。南州は江南西道に属し、南川・三渓の2県を管轄した。
1053年（皇祐5年）、北宋により南州が廃止されて、南川県が置かれた。1074年（熙寧7年）、南川県は南平軍に編入された。